# Give Elementer
Give Elementer A/S og Give Elementfabrik A/S er en dansk producent af betonelementer med hovedkvarter i Give og afdelinger i Nørre Snede og Gedsted. Virksomhedens produktsortiment inkluderer vægge, dæk og tanke. Give Elementfabrik A/S blev etableret i 1964 af Jens Hessellund Eskildsen, og den ejes i dag af familien Hessellund Eskildsen. I 2022 fik virksomheden et nyt holdingselskab Give Elementer. I 2023 havde Give Elementer ca. 180 ansatte. Give Elementer var hovedsponsor for cykelholdet Team Give Elementer.